# Římskokatolická farnost Stružnice
Římskokatolická farnost Stružnice (něm. Straussnitz) je církevní správní jednotka sdružující římské katolíky na území obce Stružnice a v jejím okolí. Organizačně spadá do českolipského vikariátu, který je jedním z 10 vikariátů litoměřické diecéze. 

## Historie farnosti
Farnost vznikla povýšením dřívější expozitury farnosti Jezvé v roce 1866, a prvofarářem zde byl někdejší expozita Anton Plischke. Dřívější filiální kostel Nejsvětější Trojice se stal kostelem farním.
Farnost byla obsazována knězem pouze do poloviny 20. století, poté začali duchovní správu vykonávat excurrendo kněží z děkanství v České Lípě. Kostel postupně chátral (ač byly činěny pokusy o jeho opravy a údržby v rámci možností), až bylo v roce 1972 rozhodnuto o jeho zboření. Dne 16. prosince 1972 byl kostel odstřelen. Na faře, která stojí dodnes, byla zřízena kaple, a českolipský administrátor, P. Ivan Josef Peša, OSA docházel obětavě nadále sloužit do Stružnice bohoslužby pro hrstečku věřících. Bohoslužby později ustaly, kaple byla zrušena a fara prodána.

### Duchovní správcové vedoucí farnost
Začátek působnosti jmenovaného v duchovní správě farnosti od:
- před r. 1866 farnost Jezvé
- 1839 cap. exposit. vacat
- 1848 proto. expos. Anton. Dreschel, n. 22. 10. 1810 Herrnsdorf., o. 3. 8. 1837, † 25. 10. 1884
- 1853 cap. exp. Jos. Neumann, n. 6. 12. 1806 Kostens., o. 19. 12. 1829, † 30. 4. 1867
- 1854 chybí katalog
- 1855 cap. exp. Anton. Ladek, n. 16. 5. 1817 Lochtschic., o. 29. 7. 1842, † 24. 2. 1899
- 1859 cap. exp. Anton. Plischke, n. 21. 6. 1812 Maffersdorf, o. 3. 8. 1838
- 1866 proto-par. (1. farář) Anton. Plischke, n. 21. 6. 1812 Maffersdorf, o. 3. 8. 1838, † 18. 10. 1885
- 1885 par. vacat, admin. int. Anton. Beer
- 1887 Anton. Beer, n. 5. 11. 1826 Laun, o. 25. 7. 1855, † 29. 9. 1890
- 1890 par. vacat, admin. excurr. Aug. Bienert
- 1891 Jos. Svátek, n. 24. 1. 1853 Líské, o. 20. 7. 1880, † 2. 3. 1911
- 1896 par. vacat, admin. excur. Anton. Günther
- 1897 Wenc. Macoun, n. 22. 9. 1864 Hradiště, o. 29. 6. 1890
- 1903 Joann. Liška, n. 24. 4. 1858 Leitmeritz, o. 24. 8. 1882, † 27. 7. 1922
- 1905 par. vacat, admin. interc. Jos. Kovář
- 1906 Jos. Kovář, n. 16. 10. 1864 Buková, o. 22. 1894, † 9. 6. 1943
- 1912 par. vacat admin. excurr. Franc. Schneppen
- 1913 Guil. Diebels, n. 1. 10. 1870 Vechta (G), o. 16. 7. 1905, † 18. 11. 1941
- 1918 par. vacat admin. Victor. Hörandel
- 1919 Victor Hörandel, n. 19. 11. 1880 Unterwisternitz (M), o. 16. 7. 1905, † 7. 10. 1939
- 1921 Aug. Griessl n. 28. 7. 1886 Bärringen, o. 19. 7. 1911
- 1927 par. vacat admin. Franc. Franke
- 1929 par. vacat admin. Victor Hörandel
- 1930 Edm. Voith, n. 7. 7. 1900 Tötschen, o. 29. 6. 1924
- 1938 par. vacat admin. Victor Hörandel
- 1939 Ferdinand Kraupner, n. 25. 4. 1878 Gewitsch (M), o. 13. 7. 1902, † 8. 12. 1962
- 1941 par. vacat admin. Franz Reichelt
- 1945 Vít Václav Mareček, OESA
- 1. 3. 1951 František Polášek
- 1. 7. 1957 Jan Surý, SDB
- 1. 7. 1969 Josef Ivan Peša, OESA
- 1. 1. 1993 Viliam Matějka, admin. exc. z České Lípy[1]

Kromě kněží stojících v čele farnosti, působili ve farnosti v průběhu její historie i jiní kněží. Většinou pracovali jako farní vikáři, kaplani, katecheté, výpomocní duchovní aj.

## Území farnosti
Do farnosti náleží území těchto obcí:
- Stráž u České Lípy
- Stružnice

## Římskokatolické sakrální stavby na území farnosti
Zaniklé sakrální stavby lze dohledat zde v databázi Poškozené a zničené kostely, kaple a synagogy v České republice

Ve farnosti se nacházejí pouze drobné sakrální stavby a pamětihodnosti.

## Příslušnost k farnímu obvodu
Z důvodu efektivity duchovní správy byl vytvořen farní obvod (kolatura) farnosti – děkanství Česká Lípa – in urbe, jehož součástí je i farnost Stružnice, která je tak spravována excurrendo. Přehled těchto kolatur je v tabulce farních obvodů českolipského vikariátu.